# Ratpenat cuallarg de Whitley
El ratpenat cuallarg de Whitley (Myopterus whitleyi) és una espècie de ratpenat de la família dels molòssids que es troba al Camerun, República Centreafricana, República Democràtica del Congo, Ghana, Nigèria i Uganda.
Viu als boscos tropicals i subtropicals humits.
Està amenaçat per la pèrdua del seu hàbitat natural.